# Paroplites inermis
Paroplites inermis är en skalbaggsart som först beskrevs av Aurivillius 1910.  Paroplites inermis ingår i släktet Paroplites och familjen långhorningar. Inga underarter finns listade i Catalogue of Life.